# Francisco Rico

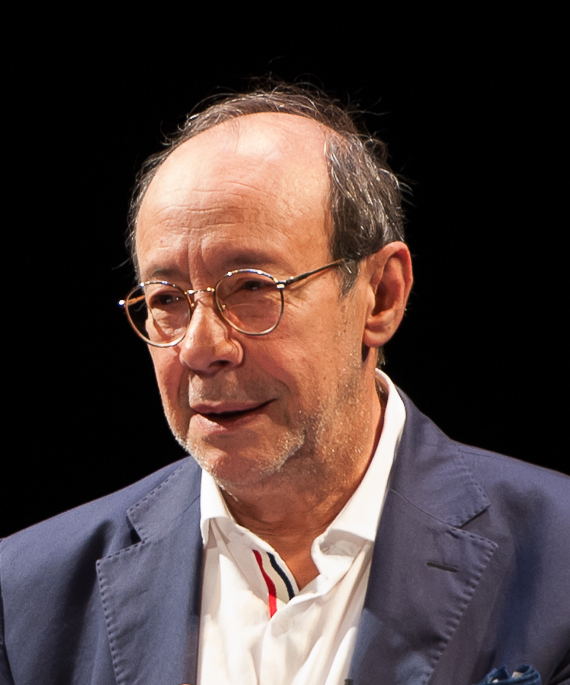
Francisco Rico Manrique (2014)

Francisco Rico Manrique (* 28. April 1942 in Barcelona, Spanien; † 26. April 2024 ebenda) war ein spanischer Philologe, Wissenschaftler der spanischen Literatur und Sprache sowie Autor.

## Leben
Rico war ein Schüler von José Manuel Blecua Teijeiro und Martín de Ríquer. Er war von 1965 bis 1966 Gastprofessor an der Johns Hopkins University in Baltimore, Maryland, Vereinigte Staaten. Er war Professor für Spanische Literatur des Mittelalters an der Autonomen Universität Barcelona.
Rico veröffentlichte eine Anzahl von Klassikern des Mittelalters und des Siglo de Oro Spaniens. Des Weiteren schrieb er über die mittelalterliche und die Renaissance-Literatur und besonders über den Humanismo. Die neunbändige Historia y crítica de la literatura española mit ihren neun Zusatzbänden wurde von ihm herausgegeben. 2014 war er zuständig für die Herausgabe der Reihe Biblioteca Clásica des Verlagshauses Crítica aus Barcelona. Verantwortlich für diese Reihe ist der von Rico initiierte und geleitete Circulo de Lectores des Centro para la Edición de los Clásicos Epañoles.

## Trivia
Rico taucht als Nebenperson in einigen Romanen des spanischen Autors Javier Marías auf, so etwa in Así empieza lo malo (So beginnt das Schlechte).

## Ehrungen und Auszeichnungen
- 1987: Mitglied der Real Academia Española.
- Mitglied der Accademia Nazionale dei Lincei.
- 1992: Korrespondierendes Mitglied der British Academy.[3]
- 1998: XII. Premio Internacional Menéndez Pelayo.
- 2004: Premio Nacional des Investigación Ramón Menéndez
- 2010: Auswärtiges Mitglied der Académie des Inscriptions et Belles-Lettres.

Er war Träger des Ordre des Palmes Académiques.

## Veröffentlichungen
- Alfonso el Sabio y la General Estoria. Ariel, Barcelona 1972.
- Problemas del Lazarillo. Cátedra, Madrid 1987.
- Breve biblioteca de autores españoles. Seix Barral, Barcelona 1990.
- Texto y contextos: Estudios sobre la poesia española del siglo XV. Crítica, Barcelona 1991.
- El sueño del humanismo. Alianza, Madrid 1993.
- Estudios de literatura y otras cosas. Destino, Barcelona 2002.
- Los discursos del gusto. Destino, Barcelona 2003.
- El texto del Quijote. Destino, Barcelona 2006.
- Tiempos del “Quijote”. Acantilado, Barcelona 2012.

Herausgeberschaften
- La novela picaresca española. Planeta, Barcelona 1966.
- Francesco Petrarca: obras 1: Poesia. Alfaguara, Madrid 1978.
- Historia y crítica de la literatura española. Crítica, Barcelona 1980 bis 2000, 9 Bände und 9 Zusatzbände.
- Mateo Alemán: Guzmán de Alfarache. Planeta, Barcelona 1983.
- Lazarillo de Tormes. Cátedra, Madrid 1986.
- Mil años de poesía española. Planeta Barcelona 1996.
- Mil años de poesía europea. Planeta, Barcelona 2009.